# Stanislaus von Seherr-Thoss
Pour les articles homonymes, voir Von Seherr-Thoss.
Stanislaus Ferdinand Sigismund, baron von Seherr-Thoß (23 février 1827, Olbersdorf - 1907), est un homme politique prussien.

## Biographie
Il devient administrateur de l'arrondissement de Pless (de) de 1855 à 1872 et député de la Chambre des représentants de Prusse en 1866.
Il est le père de Günther von Seherr-Thoß.

## Sources
- Gothaisches genealogisches Taschenbuch der Freiherrlichen Häuser auf das Jahr 1867. 17. Jahrgang. Justus Perthes, Gotha, S. 876.
- B. Holtz (Bearb.), Die Protokolle des Preußischen Staatsministeriums 1817–1934/38. Bd. 4/II. In: « Berlin-Brandenburgische Akademie der Wissenschaften » (Hrsg.): Acta Borussica. Neue Folge. Olms-Weidmann, Hildesheim 2003,  (ISBN 3-487-11827-0), S. 646 (Online; PDF 1,9 MB).